# Gewone heksenboleet
De gewone heksenboleet of kortweg heksenboleet (Neoboletus luridiformis) is een paddenstoel uit de familie Boletaceae.

## Eigenschappen

### Uiterlijke kenmerken
Hoed
De hoed heeft een diameter van 7–11 cm en is gewelfd. Bij droogte wordt het oppervlak van de hoed iets viltig. De kleur varieert van donkerbruin tot roodbruin. 
Steel
De steel is 8–11 cm lang en 1,5-2,5 cm dik. Deze is geel en is dicht bezet met kleine, rode viltpuntjes.
Buisjes en poriën
De buisjes zijn vrijstaand, klein en citroengeel tot groenig van kleur. De poriën zijn rond en rood tot roestbruin van kleur. Bij druk kleuren de buisjes direct donkerblauw tot zwart. Het vlees is geel. Bij snijden of kneuzen verkleurt het tot indigoblauw.
Sporenprint
De sporenprint is olijfbruin.

### Microscopische kenmerken
De sporen zijn “sub-fusiform (breed spindelvormig) tot breed ellipsoïdaal en meten 12–16 × 4,5–6 µm (Q-getal 2,2–3,6).

## Eetbaarheid
De heksenboleet smaakt mild en is eetbaar na koken, maar voorzichtigheid is geboden omdat hij op andere, oneetbare blauwkleurige boleten lijkt (zoals de satansboleet). Hij kan het best worden vermeden door beginnende paddenstoelenzoekers.

## Ecologie
Ectomycorrhizapartner van Eik en Beuk, zelden met naaldbomen, op voedselarme, zure bodems (zand, leem) met een dunne strooisellaag.

## Verspreiding
In Nederland komt de gewone heksenboleet algemeen voor.

## Foto's

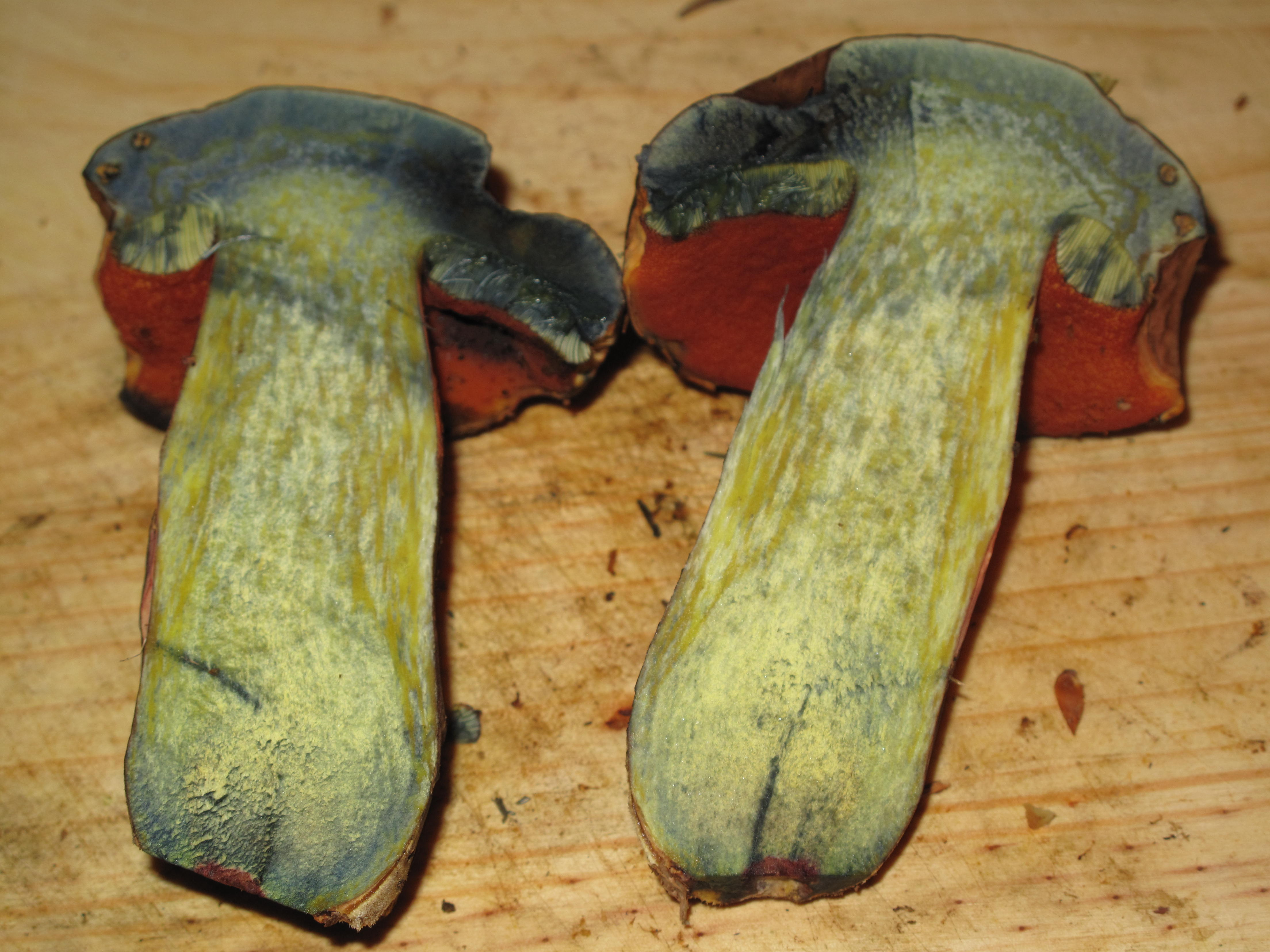
Doorsnede
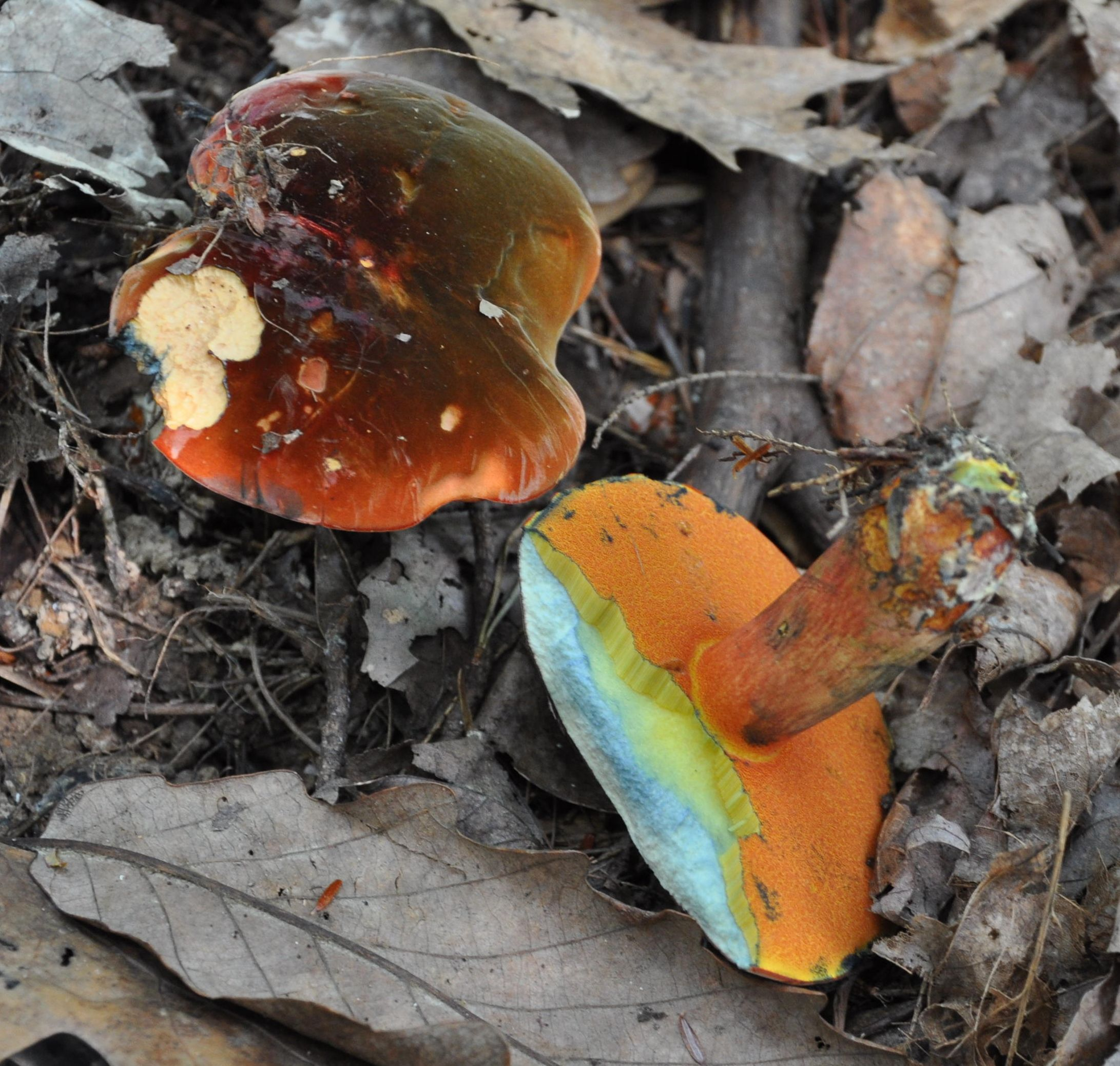
Doorsnede
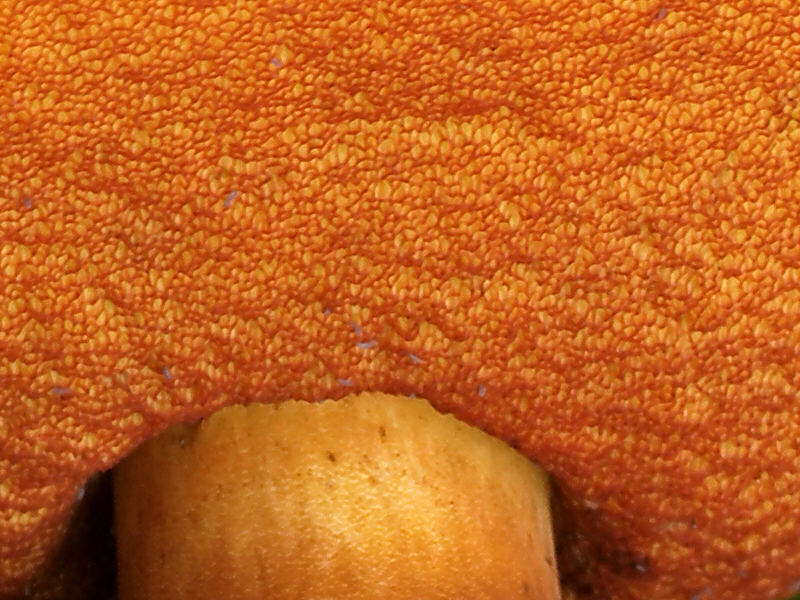
Poriën